# Закон возрастающих альтернативных издержек

Кривая производственных возможностей

Закон возрастающих альтернативных издержек (англ. law of increasing opportunity costs) — правило в экономической науке, согласно которому с ростом производства продукта растут и альтернативные издержки, то есть с производством каждой новой единицы продукта возрастают и затраты на производство этой дополнительной единицы продукта.

## Определение
Согласно К. Р. Макконнеллу и С. Л. Брю альтернативные издержки - это количество одних продуктов, которыми приходится жертвовать при производстве какого-либо количества других продуктов.
А закон возрастающих альтернативных издержек гласит, что производство дополнительной единицы продукта 1 приводит к возрастающему по количеству отказу от производства продукта 2.

## Свойства
На графике закон возрастающих альтернативных издержек отражается как кривая производственных возможностей. Нисходящий наклон кривой подразумевает, что существуют альтернативные издержки, а выпуклость данной кривой показывает увеличение альтернативных издержек.